# Rijnhavenbrug
De Rijnhavenbrug, regionaal bekend als de Hoerenloper is een voetgangers- en fietsersbrug over de Rijnhaven in de Nederlandse stad Rotterdam. De brug vormt een verbinding tussen de Wilhelminapier bij Hotel New York en Katendrecht. Dankzij deze brug wordt de reistijd tussen Katendrecht en Rotterdam Centrum ingekort, omdat de route langs de Rijnhaven dan kan worden afgesneden. Tevens is de brug de entree voor het SS Rotterdam.
De bouw van de brug had volgens plan eind 2010 gereed moeten zijn. De gemeente begrootte 8 miljoen euro voor de brug. De architect moest de brug zo ontwerpen dat het een slanke/transparante brug zou worden, die een "krachtig en eenvoudig beeld heeft". De eerste paal voor de brug is geslagen op 16 februari 2011. De constructie ving aan in de zomer van 2011. De brug is op 8 februari 2012 opgeleverd. De brug is 160 meter lang, waarbij de rijbanen voor voetgangers en fietsers niet gescheiden zijn. Er geldt wel een brommerverbod op de brug. Ten slotte kan een deel van de brug ook open voor de scheepvaart.